# The Doors (film)
The Doors is een Amerikaanse biografische dramafilm uit 1991 onder regie van Oliver Stone. Het verhaal gaat over de gelijknamige Amerikaanse band en spitst zich voornamelijk toe op het leven van leadzanger Jim Morrison.

## Rolverdeling
| Acteur           | Personage         |
| ---------------- | ----------------- |
| Val Kilmer       | Jim Morrison      |
| Meg Ryan         | Pamela Courson    |
| Kyle MacLachlan  | Ray Manzarek      |
| Frank Whaley     | Robby Krieger     |
| Kevin Dillon     | John Densmore     |
| Michael Wincott  | Paul Rothchild    |
| Michael Madsen   | Tom Baker         |
| Josh Evans       | Bill Siddons      |
| Kathleen Quinlan | Patricia Kennealy |
| Dennis Burkley   | Dog               |
| Billy Idol       | Cat               |

## Kritiek
De film kreeg kritiek van de nog levende bandleden. In het boek The Doors vertelt Manzarek dat Oliver Stones vertolking van Morrison weinig lijkt op de man die hij heeft gekend. In hetzelfde boek stelt Densmore dat een derde van de film fictie is. Krieger voegt daaraan toe dat de film niet accuraat is, maar dat het erger had gekund.